# Средний Любаж
Средний Любаж — деревня в Фатежском районе Курской области России. Входит в состав Верхнелюбажского сельсовета.

## География
Деревня находится на реке Любаж (правый приток Желени в бассейне Свапы), в 58 км к северо-западу от Курска, в 13 км к северо-западу от районного центра — города Фатеж, в 1 км от центра сельсовета — села Верхний Любаж.
Климат
Средний Любаж, как и весь район, расположен в поясе умеренно континентального климата с тёплым летом и относительно тёплой зимой (Dfb в классификации Кёппена).
Часовой пояс
Деревня Средний Любаж, как и вся Курская область, находится в часовой зоне МСК (московское время). Смещение применяемого времени относительно UTC составляет +3:00.

## Население
| 1979 | 2002 | 2010 |
| ---- | ---- | ---- |
| 295  | ↘174 | ↘158 |

## Инфраструктура
В деревне 80 домов.

## Транспорт
Средний Любаж находится в 1 км от автодороги федерального значения М2 «Крым» (часть европейского маршрута E 105), в 2 км от автодороги регионального значения 38К-002 (Верхний Любаж — Поныри), в 25 км от ближайшего ж/д остановочного пункта 34 км (линия Арбузово — Лужки-Орловские).